# 太陽への旅路
| 専門評論家によるレビュー | 専門評論家によるレビュー |
| レビュー・スコア         | レビュー・スコア         |
| 出典                     | 評価                     |
| ------------------------ | ------------------------ |
| Allmusic                 | [ 1 ]                    |
| Christgau's Record Guide | B                        |

『太陽への旅路』（Long May You Run）はスティーヴン・スティルスとニール・ヤングによるスティルス＝ヤング・バンド名義のスタジオ・アルバムで、1976年にリプリーズ・レコードから発売された。Billboard 200チャートで26位を記録し、アメリカレコード協会によってアメリカ合衆国でゴールドディスクに認定された。このアルバムはスティルスとヤングのコンビでの唯一のスタジオ・アルバムとなっている。

## 背景
クロスビー、スティル、ナッシュ&ヤングの1974年のスタジアムツアーの後、カルテットによる新しいアルバムを仕上げる試みは険悪な雰囲気のまま結果を伴わずに終了した。デヴィッド・クロスビーとグラハム・ナッシュはパートナーシップを再開し、スティルスとヤングはそれぞれのソロのキャリアを継続した。中断されたCSNYのアルバムからの楽曲はグループメンバーによる複数のアルバムに採用され、スティルスは自身のスタジオ・アルバム『スティルス』に「ニュー・ママ」を、『イリーガル・スティルス』に「ローナー」を収録した。
1976年前半にスティルスとヤングは和解に達し、10年前に結成したバッファロー・スプリングフィールド時代のギターの探求を再開したいという二人の願望から、共同アルバムのプロジェクトを開始した。クロスビーとナッシュも参加し、一時は待望されていたCSNYの再結成アルバムになるかと思われた。しかしながら、ナッシュとクロスビーは自分達の1976年のアルバム『ホイッスリング・ダウン・ザ・ワイヤー』のセッションを完了するための期限のためにマイアミを離れ、ヤングとスティルスはこれに反発してマスターテープから二人のボーカルその他を削除した。クロスビーとナッシュは二度とヤングともスティルスとも仕事をしないと誓ったが、1年も経たないうちにアルバム『CSN』のためにグループを再結成した。
スティルスの当時から現在のツアーバンドを含むスティルス＝ヤング・バンドは、アルバムのリリースに先立つ1976年にツアーを開始した。ツアーは6月23日にミシガン州クラークストンで始まりましたが、19回の日程の後でヤングは7月20日にスティルスへの電報で降板し、スティルスは10月までソロでコンサートツアーを行うことを余儀なくされました。電報には次のように書かれていた：「親愛なるスティーヴン、自然に始まった物事がそのように終わるのは面白い。桃を食べろ。ニール」。ヤングは後に、彼の脱退の不可解な個人的な理由として「声の問題」があったことを挙げたが、それ以来、ツアーは「機能していなかった」、「何らかの形でバランスが崩れていた」と述べている。ツアー中、評論は "Young Hot、Stills Not" というタイトルでヤングを称賛しながら、スティルスに厳しいレビューを書いていた。スティルスは大酒を飲み始め、ツアースタッフがわざと自分を悪く見えるようにしているのではないかと不満をぶつけるようになった。しかし、ヤングがスティルスにレビューを読まないように言った後でも、彼はアドバイスを受け入れず、ヤングは去っていった。
アルバムの先行シングル「太陽への旅路」は全英シングルチャートで71位を記録した。この曲は、ニール・ヤングの最初の車（ヤングは「モート」と呼んでいた）のエレジーであり、この車は1962年にオンタリオ州ブラインド・リバーでトランスミッションが故障して廃車になった1948年製ビュイック・ロードマスターの霊柩車である。モートは、モート2と呼ばれる1953年製ポンティアックの霊柩車とは別の車両であり、スティルスと一緒に旅行していたリッチー・フューレイは、ヤングが1966年にハリウッドの交通渋滞の中を運転しているのを目撃し、それがバッファロー・スプリングフィールドの結成に結びついた。2010年1月22日に、ヤングはザ・トゥナイト・ショー・ウィズ・コナン・オブライエンの最終回で "Long May You Run" を演奏した。数週間後、ヤングはバンクーバーで開催された2010年バンクーバー冬季オリンピックの閉会式で、オリンピック聖火の消灯に合わせてこの曲を演奏した。

## 収録曲
サイド1
| #  | タイトル                                               | 作詞・作曲               | 時間 |
| -- | ------------------------------------------------------ | ------------------------ | ---- |
| 1. | 「太陽への旅路 - Long May You Run」                    | ニール・ヤング           | 3:53 |
| 2. | 「メイク・ラヴ・トゥ・ユー - Make Love to You」        | スティーヴン・スティルス | 5:10 |
| 3. | 「ミッドナイト・オン・ザ・ベイ - Midnight on the Bay」 | ニール・ヤング           | 3:59 |
| 4. | 「黒いサンゴ - Black Coral」                           | スティーヴン・スティルス | 4:41 |
| 5. | 「オーシャン・ガール - Ocean Girl」                    | ニール・ヤング           | 3:19 |

サイド2
| #         | タイトル                                      | 作詞・作曲               | 時間  |
| --------- | --------------------------------------------- | ------------------------ | ----- |
| 1.        | 「レット・イット・シャイン - Let It Shine」   | ニール・ヤング           | 4:43  |
| 2.        | 「12/8ブルース - 12/8 Blues (All the Same)」  | スティーヴン・スティルス | 3:41  |
| 3.        | 「フォンテンブロー - Fontainebleau」          | ニール・ヤング           | 3:58  |
| 4.        | 「ガーディアン・エンジェル - Guardian Angel」 | スティーヴン・スティルス | 5:40  |
| 合計時間: | 合計時間:                                     | 合計時間:                | 39:10 |

## 参加ミュージシャン
- スティーヴン・スティルス – ボーカル・アコースティックピアノ、ギター
- ニール・ヤング – ボーカル、アコースティックピアノ、ストリングアンサンブル、ギター、ハーモニカ

追加ミュージシャン
- ジェリー・アイエロ – オルガン、アコースティックピアノ
- ジョージ・"チョコレート"・ペリー（英語版） – ベース、バックボーカル
- ジョー・ヴィターレ（英語版） – ドラムス、フルート、バックボーカル
- ジョー・ララ（英語版） – パーカッション、バックボーカル

## 製作
- スティーヴン・スティルス – プロデューサー、ミキシング
- ニール・ヤング – プロデューサー、ミキシング
- ドン・ゲーマン（英語版） – プロデューサー、レコーディング、ミキシング
- トム・ダウド – 共同プロデューサー
- スティーヴ・ハート – レコーディング助手
- マイケル・ラスコ – レコーディング助手
- アレックス・サドキン（英語版） – ミキシング
- トム・ウィルクス（英語版） – アルバムデザイン

## チャート
| チャート（1976年）                               | 最高 順位 |
| ------------------------------------------------ | --------- |
| オーストラリア（ケント・ミュージック・レポート） | 16        |
| 全米 Billboard トップLP&テープ                   | 26        |
| 全英アルバムチャート                             | 12        |
| カナダ RPM 100アルバム                           | 26        |
| ノルウェイ ヴェーゲー・リスタ アルバム           | 19        |
| ニュージーランド アルバムチャート                | 17        |
| Dutch MegaCharts Albums                          | 3         |
| 全米 キャッシュボックス誌トップ100アルバム       | 15        |
| 全米 en:Record World Album Chart                 | 22        |

| 年   | シングル              | チャート（1976年）              | 最高 順位 |
| ---- | --------------------- | ------------------------------- | --------- |
| 1976 | "Long May You Run"    | 全米 Record World シングル      | 122       |
| 1976 | "Long May You Run"    | オランダ（シングル・トップ100） | 18        |
| 1976 | "Long May You Run"    | フランス（シングル・トップ100） | 76        |
| 1976 | "Midnight On The Bay" | 全米 ビルボード・トップ100      | 105       |

## 認定
| 国/地域                    | 認定   | 認定/売上数 |
| -------------------------- | ------ | ----------- |
| イギリス (BPI)             | Silver | 60,000^     |
| アメリカ合衆国 (RIAA)      | Gold   | 500,000^    |
| ^ 認定のみに基づく出荷枚数 |        |             |

## ツアー
| ツアー        | ツアー                 | ツアー         | ツアー                            | ツアー        | ツアー   |
| 日程          | 都市                   | 国             | 会場                              | チケット      | 売上     |
| ------------- | ---------------------- | -------------- | --------------------------------- | ------------- | -------- |
| 1976年6月23日 | クラークストン         | アメリカ合衆国 | Pine Knob Music Theatre           | 売切れ        | $138,995 |
| 1976年6月24日 | クラークストン         | アメリカ合衆国 | Pine Knob Music Theatre           | 売切れ        | $138,995 |
| 1976年6月26日 | ボストン               | アメリカ合衆国 | ボストン・ガーデン                | 15,550/15,550 | $127,000 |
| 1976年6月27日 | スプリングフィールド   | アメリカ合衆国 | シヴィック・センター              | 10,000        | $70,000  |
| 1976年6月29日 | フィラデルフィア       | アメリカ合衆国 | ザ・スペクトラム                  | 18,500/18,500 | $125,980 |
| 1976年7月1日  | ユニオンデール         | アメリカ合衆国 | ナッソー・コロシアム              |               |          |
| 1976年7月2日  | ユニオンデール         | アメリカ合衆国 | ナッソー・コロシアム              |               |          |
| 1976年7月4日  | ナイアガラ・フォールズ | アメリカ合衆国 | コンヴェンション・センター        | 9,000         | $54,000  |
| 1976年7月5日  | ロチェスター           | アメリカ合衆国 | Community War Memorial Auditorium | 9,000/11,000  | $60,071  |
| 1976年7月7日  | プロヴィデンス         | アメリカ合衆国 | Providence Civic Centre           | 18,781        | $140,684 |
| 1976年7月9日  | ランドーヴァー         | アメリカ合衆国 | Capital Centre                    |               |          |
| 1976年7月10日 | ランドーヴァー         | アメリカ合衆国 | Capital Centre                    |               |          |
| 1976年7月11日 | ハートフォード         | アメリカ合衆国 | Colt Park                         |               | $167,000 |
| 1976年7月13日 | リッチフィールド       | アメリカ合衆国 | Richfield Coliseum                | 14,815/19,276 | $97,452  |
| 1976年7月14日 | シンシナティ           | アメリカ合衆国 | Riverfront Coliseum               | 16,960/16,960 |          |
| 1976年7月15日 | ピッツバーグ           | アメリカ合衆国 | しヴィック・アリーナ              | 17,334/17,334 | $117,371 |
| 1976年7月17日 | グリーンズボロ         | アメリカ合衆国 | グリーンズボロ・コロシアム        | 10,743        | $83,785  |
| 1976年7月18日 | シャーロット           | アメリカ合衆国 | Charlotte Coliseum                |               |          |
| 1976年7月20日 | コロンビア             | アメリカ合衆国 | Carolina Coliseum                 | 9,892         | $65,128  |
| 1976年7月21日 | アトランタ             | アメリカ合衆国 | Omni Coliseum（キャンセル）       |               |          |
| 1976年7月23日 | ジャクソンビル         | アメリカ合衆国 | Civic Auditorium                  |               |          |
| 1976年7月24日 | マイアミ               | アメリカ合衆国 | マイアミ球場                      | 12,231/22,000 | $101,928 |
| 1976年7月25日 | レークランド           | アメリカ合衆国 | Lakeland Civic Center             | 9,000         | $71,000  |
| 1976年7月27日 | モービル               | アメリカ合衆国 | Municipal Auditorium              |               |          |
| 1976年7月28日 | シュリーブポート       | アメリカ合衆国 | Hirsch Memorial Coliseum          |               |          |
| 1976年7月29日 | メンフィス             | アメリカ合衆国 | Mid South Coliseum                |               |          |
| 1976年7月30日 | ダラス                 | アメリカ合衆国 | Dallas Memorial Coliseum          |               |          |
| 1976年7月31日 | ノーマン               | アメリカ合衆国 | LLoyd Noble Center                |               |          |
| 1976年8月2日  | ヒューストン           | アメリカ合衆国 | Sam Houston Coliseum              |               |          |
| 1976年8月3日  | サン・アントニオ       | アメリカ合衆国 | Convention Center                 |               |          |
| 1976年8月10日 | シカゴ                 | アメリカ合衆国 | シカゴ・スタジアム                |               |          |
| 1976年8月13日 | セントポール           | アメリカ合衆国 | スポーツセンター                  |               |          |
| 1976年8月14日 | ミルウォーキー         | アメリカ合衆国 | サマーフェストのメインステージ    |               |          |
| 1976年8月17日 | サンフランシスコ       | アメリカ合衆国 | Cow Palace                        |               |          |
| 1976年8月19日 | コンコード             | アメリカ合衆国 | Concord Pavilion                  |               |          |
| 1976年8月21日 | サンディエゴ           | アメリカ合衆国 | バルボアスタジアム                |               |          |
| 1976年8月24日 | イングルウッド         | アメリカ合衆国 | ザ・フォーラム                    |               |          |
| 1976年8月29日 | デンバー               | アメリカ合衆国 | Red Rocks Amphitheatre            |               |          |
| 1976年8月30日 | デンバー               | アメリカ合衆国 | Red Rocks Amphitheatre            |               |          |
| 1976年8月31日 | デンバー               | アメリカ合衆国 | Red Rocks Amphitheatre            |               |          |
| 1976年9月2日  | バンクーバー           | カナダ         | PNEコロシアム                     |               |          |
| 1976年9月4日  | シアトル               | アメリカ合衆国 | Seattle Coliseum                  |               |          |
| 1976年9月8日  | エドモントン           | カナダ         | 不明                              |               |          |
| 1976年9月10日 | カルガリー             | カナダ         | 不明                              |               |          |

参加ミュージシャン
- ジェリー・アイエロ – オルガン
- クリス・ヒルマン – ギター、ボーカル（ヤングが離脱後の2公演）
- ジョー・ララ（英語版） – パーカッション
- ジョージ・"チョコレート"・ペリー（英語版） – ベースギター
- スティーヴン・スティルス – ボーカル、ギター、ピアノ
- ジョー・ヴィターレ（英語版） – ドラムス
- ニール・ヤング – ボーカル、ギター、ピアノ、ハーモニカ

セットリスト
1976年6月26日のボストン・ガーデン公演のセットリスト
1. 「愛への讃歌」"Love the One You're With"（スティルス）
2. 「ローナー（英語版）」"The Loner"（ヤング）
3. 「太陽への旅路」"Long May You Run"（ヤング）
4. 「フォー・ホワット・イッツ・ワース」"For What It's Worth"（スティルス）
5. 「ヘルプレス」"Helpless"（ヤング）
6. 「ブラック・クイーン」"Black Queen"（スティルス）
7. 「サザン・マン（英語版）」"Southern Man"（ヤング）
8. 「オン・ザ・ウェイ・ホーム」"On the Way Home"（ヤング）
9. 「チェンジ・パートナーズ（英語版）」"Change Partners"（スティルス）
10. 「トゥー・ファー・ゴーン」"Too Far Gone"（ヤング）
11. "4+20"（スティルス）
12. 「ワードゲーム」"Word Game"（スティルス）
13. 「バイイン・タイム」"Buyin' Time"（スティルス）
14. 「イヴニング・ココナッツ」"Evening Coconut"（ヤング）
15. 「メイク・ラヴ・トゥ・ユー」"Make Love to You"（スティルス）
16. 「カウガール・イン・ザ・サンド（英語版）」"Cowgirl in the Sand"（ヤング）
17. 「ザ・トレジャー」"The Treasure"（スティルス）
18. 「組曲: 青い眼のジュディ」"Suite: Judy Blue Eyes"（スティルス）